# Isidoro del Carmen Mora Ortega
Isidoro del Carmen Mora Ortega (ur. 5 marca 1970 w Matagalpie) – nikaraguański duchowny katolicki, biskup diecezjalny Siuny od 2021.

## Życiorys

### Prezbiterat
Święcenia kapłańskie otrzymał 20 września 2003 i został inkardynowany do diecezji Matagalpa. Pracował jako duszpasterz parafialny. W 2009 został proboszczem parafii św. Rajmunda Nonnata, jednocześnie otrzymał nominację na wikariusza generalnego diecezji.

### Episkopat
8 kwietnia 2021 papież Franciszek mianował go ordynariuszem diecezji Siuna. Sakry udzielił mu 26 czerwca 2021 kardynał Leopoldo Brenes.
W grudniu 2023 został aresztowany, w styczniu 2024 został uwolniony przez władze Nikaragui, opuścił kraj i udał się do Rzymu.